# Intérim du président de la République française
L'intérim du président de la République française est, en France, l'occupation du pouvoir organisée pour pallier la vacance ou l'empêchement du président de la République, dans l'attente de son retour en fonction ou de la désignation d'un nouveau titulaire.
Sous la Cinquième République, l'intérim est prévu par l'article 7 de la Constitution de 1958 ; il est en principe exercé par le président du Sénat. Il signe alors tous les documents « le président du Sénat, exerçant provisoirement les fonctions de Président de la République »,.

## Organisation

### Causes
L'intérim du président de la République française est prévu à l'alinéa 4 de l'article 7 de la Constitution du 4 octobre 1958.
Si le terme « intérim » n'y figure pas, ses causes sont indiquées. Ainsi l'intérim du président en exercice peut intervenir en cas d'empêchement ou de vacance pour quelque cause que ce soit. En pratique on peut penser notamment à son décès, sa démission ou sa destitution (par traduction devant la Haute Cour et condamnation subséquente), un état de santé invalidant (coma, hospitalisation de longue durée, etc.), voire à son enlèvement ou autre situation.
Dès lors les fonctions du président sont exercées provisoirement par le président du Sénat. Selon le fait générateur et l'évolution de la situation (le cas échéant), l'intérim du président prend fin, soit lorsque le président en exercice reprend ses fonctions, soit lorsqu'une élection présidentielle a été organisée et que le nouveau président élu entre en fonction.

### Ordre de succession
En cas d'empêchement du président du Sénat, c'est le gouvernement qui exerce collégialement l'intérim présidentiel (art. 7 al. 4).
| No | Fonction           | Titulaire actuel    | Parti ou coalition | Parti ou coalition |
| -- | ------------------ | ------------------- | ------------------ | ------------------ |
| 1  | Président du Sénat | Gérard Larcher      |                    | Les Républicains   |
| 2  | Gouvernement       | Gouvernement Bayrou |                    | Ensemble - MoDem   |

### Pouvoirs restreints
Le Sénat étant plus en retrait dans la vie politique française, son président apparaissait comme devant avoir toutes les qualités de neutralité nécessaires à l'homme de transition qu'est le président par intérim. C'est aussi ce qui explique les restrictions apportées aux prérogatives du président intérimaire, qui ne peut user de l'article 11 (référendum législatif) et de l'article 12 (dissolution).
En outre, lorsque l'intérim intervient à la suite d'un empêchement définitif, l'alinéa 11 de l'article 7 neutralise l'article 49 et l'article 50 (responsabilité du Gouvernement), ainsi que l'article 89 (révision constitutionnelle). Ces dernières restrictions sont surtout la conséquence de l'exercice possible de l'intérim par le Gouvernement, de sorte que certains se demandent si elles ne s'imposeraient pas, de facto, même en cas d'empêchement provisoire.
Dans la pratique ces garde-fous s'ajoutent au fait que l'article 7 prévoit que, s'il y a lieu, une nouvelle élection présidentielle doit intervenir dans un délai maximum de trente-cinq jours. C'est donc seulement en cas de force majeure (art. 7 al. 5) ou d'empêchement provisoire prolongé que l'intérim pourrait risquer de durer. Dans cette optique et en cas de crise, le président intérimaire pourrait parfaitement user des pouvoirs exceptionnels au titre de l'article 16. Rien ne s'oppose non plus à ce que le président intérimaire nomme un nouveau Premier ministre et le Gouvernement au cas où celui-ci viendrait à démissionner.
Cependant, on pouvait penser que le président intérimaire devait rester en dehors de l'arène politique ou quitter sa charge sinon. Pourtant, le président Alain Poher, lors du premier intérim qu'il assura, malgré les engagements qu'il avait pris, ne s'est pas estimé tenu d'abandonner sa fonction intérimaire lorsqu'il fit acte de candidature à l'élection présidentielle de 1969 contre Georges Pompidou (notamment). En dépit de ce précédent, certains estiment que la question reste à trancher. Pour des raisons d'opportunité, le Premier ministre de l'époque, Maurice Couve de Murville, n'a pas souhaité saisir le Conseil constitutionnel de cette question,.

## Caractéristiques

### Choix de l'intérimaire
Il aurait pu porter sur quatre autres organes :
- le Premier ministre, comme le prévoyait le projet référendaire du général de Gaulle en 1969 et comme l'avait proposé Paul Bastid en 1946 lors des travaux de la Seconde Assemblée constituante en vue de la future Constitution de la IVe République ; en 1958, Étienne Dailly fit la même suggestion lors des travaux préparatoires sur la Ve République et déposa un projet de loi en ce sens en 1974 ;
- le président de l'Assemblée nationale comme l'avait finalement retenu la Constitution de la IVe République (art. 41) ;
- un vice-président, comme il avait été prévu en 1848 mais dont la création dans un régime parlementaire aurait semblé nettement anachronique[7] ;
- le Conseil des ministres, comme le prévoyait la constitution de la IIIe République (art. 7) et comme cela fut envisagé initialement en 1958[8].

C'est finalement la solution du président du Sénat qui fut définitivement retenue dans le projet constitutionnel à partir de juin 1958, pour faire prévaloir notamment la continuité de la fonction présidentielle sur la logique de succession,. En effet, il n'était pas interdit de penser que l'intérim pouvait intervenir à un moment où l'Assemblée nationale pouvait avoir été dissoute. Par ailleurs, le Premier ministre pouvait apparaître comme trop impliqué politiquement par la succession du président. C'est ce qui justifie à la fois le choix du président du Sénat et, à défaut, du Gouvernement.

### Différence entre intérim et suppléance
L'article 21 de la constitution de la Cinquième République prévoit que le Premier ministre peut suppléer le président de la République dans la présidence des conseils et des comités prévus par l'article 15 (art. 21 al. 3). Il prévoit surtout qu'il peut, à titre exceptionnel, sur délégation, sur un ordre du jour déterminé, le suppléer  pour présider le Conseil des ministres (art. 21 al. 4). Cette faculté a déjà joué au profit de cinq Premiers ministres dans diverses circonstances majoritairement liées à l'état de santé du président, subsidiairement à une absence prolongée lors d'un voyage présidentiel.

## Historique
| Organe/personne intérimaire                                    | Circonstances                               | Dates                    | Durée              |
| -------------------------------------------------------------- | ------------------------------------------- | ------------------------ | ------------------ |
| Sous la IIIe République                                        |                                             |                          |                    |
| Conseil des ministres du gouvernement Jules Dufaure V          | Démission du président Patrice de Mac Mahon | 30 janvier 1879          | moins d’un jour    |
| Conseil des ministres du gouvernement Maurice Rouvier I        | Démission du président Jules Grévy          | 2 au 3 décembre 1887     | 1 jour             |
| Conseil des ministres du gouvernement Charles Dupuy II         | Assassinat du président Sadi Carnot         | 25 au 27 juin 1894       | 2 jours            |
| Conseil des ministres du gouvernement Charles Dupuy III        | Démission du président Jean Casimir-Perier  | 16 au 17 janvier 1895    | 1 jour             |
| Conseil des ministres du gouvernement Charles Dupuy IV         | Mort du président Félix Faure               | 16 au 18 février 1899    | 2 jours            |
| Conseil des ministres du gouvernement Alexandre Millerand II   | Démission du président Paul Deschanel       | 21 au 23 septembre 1920  | 2 jours            |
| Conseil des ministres du gouvernement Frédéric François-Marsal | Démission du président Alexandre Millerand  | 11 au 13 juin 1924       | 2 jours            |
| Conseil des ministres du gouvernement André Tardieu III        | Assassinat du président Paul Doumer         | 7 au 10 mai 1932         | 3 jours            |
| Sous la IVe République                                         |                                             |                          |                    |
| Néant                                                          |                                             |                          |                    |
| Sous la Ve République                                          |                                             |                          |                    |
| Alain Poher, président du Sénat                                | Démission du président Charles de Gaulle    | 28 avril au 20 juin 1969 | 1 mois et 23 jours |
| Alain Poher, président du Sénat                                | Mort du président Georges Pompidou          | 2 avril au 27 mai 1974   | 1 mois et 25 jours |